# دم‌دراز ترینیداد
دم‌دراز ترینیداد (نام علمی: Momotus bahamensis) نام یک گونه از سرده دم‌درازهای دم‌پارویی است.